# شرب (روستا)
 شرب  به عربی ( الَشرب )، روستایی است در دهستان کُسْمة از توابع استان رَیمه در کشور یمن در شبه جزیره عربستان. 

## جمعیت
جمعیت آن ( ۷۰ ) نفر (۷ خانوار) می‌باشد.